# Nola infantula
Nole de l'Euphraise
Espèce
Nola infantula, la Nole de l'Euphraise, est une espèce de papillons de nuit de la famille des Nolidae.

## Répartition
Europe méridionale, Afrique du Nord, Turquie et Chypre. En France surtout dans le sud y compris la Corse, remonte à l'ouest jusqu'en Normandie.

## Biologie
La chenille se nourrit sur de nombreuses plantes basses dont des scabieuses, germandrées, euphraises et saules. Il y a une à deux générations par an.

## Systématique
L'espèce Nola infantula a été décrite en 1926 par le lépidoptériste autrichien Moritz Kitt (d) (1870-1946).
Nola infantula a pour synonyme :
- Nola subschlamydula infantula Kitt, 1926